# Anima Mundi (documental)
Anima Mundi (del latín, alma del mundo) es un cortometraje y documental dirigido en 1992 por el cineasta estadounidense Godfrey Reggio.
La temática del corto se centra en los conceptos de naturaleza, la vida salvaje y la biodiversidad. Se compone mayoritariamente de secuencias de la flora y fauna de distintos hábitats del planeta, particularmente selvas y el océano. Entre el término de las secuencias (en el que aparece el título del film) y los créditos, aparece esta célebre cita de Platón sobre el concepto filosófico de Anima mundi, traducida a diversos idiomas. 

Por tanto, es de resaltar que: este mundo es, de hecho, un ser viviente dotado con alma e inteligencia ...
Platón, Timeo 29,30

El corto fue filmado por encargo de la empresa de joyería Bulgari para uso por parte del Fondo Mundial para la Naturaleza en su programa de diversidad biológica.
La banda sonora, que incluye los temas Perpetual Motion y The Witness, fue compuesta por Philip Glass, quien también trabajó con Reggio en Trilogía qatsi. 
Anima Mundi está rodada empleando muchas de las técnicas de Qatsi. Pese a ello y a ser producida entre Powaqqatsi y Naqoyqatsi, no se considera relacionada con la serie.